# Campeonato de Primera D 1989-90
El Campeonato de Primera D 1989-90 fue la cuadragésima edición del torneo. Se disputó desde el 22 de abril de 1989 hasta el 11 de marzo de 1990.
Los nuevos participantes fueron: Central Ballester y Victoriano Arenas, que volvieron de la desafiliación, y los descendidos de la Primera C, Brown de Adrogué y Justo José de Urquiza.
El campeón fue Liniers, que obtuvo el ascenso a la Primera C. Asimismo, el ganador del Torneo reducido fue Argentino de Merlo, que consiguió el segundo ascenso.
Por último, el torneo determinó la desafiliación por una temporada de Deportivo Riestra y Ferrocarril Urquiza, últimos en la tabla de promedios.

## Ascensos y descensos
| Promedio | Desafiliados de la Primera D 1988-89 |
| -------- | ------------------------------------ |
| 19.º     | Centro Español                       |
| 20.º     | Sportivo Barracas                    |

| Reafiliados       |
| ----------------- |
| Central Ballester |
| Victoriano Arenas |

| Posición  | Ascendidos a la Primera C 1989-90 |
| --------- | --------------------------------- |
| Campeón   | Midland                           |
| Gan. red. | Barracas Central                  |

| Promedio | Descendidos de la Primera C 1988-89 |
| -------- | ----------------------------------- |
| 18.º     | Brown de Adrogué                    |
| 19.º     | Justo José de Urquiza               |

## Equipos
| Equipo                | Ciudad            | Estadio                   | Capacidad |
| --------------------- | ----------------- | ------------------------- | --------- |
| Acassuso              | Boulogne          | La Quema                  | 800       |
| Argentino de Merlo    | Merlo             | Argentino de Merlo        | 11 000    |
| Atlas                 | General Rodríguez | Ricardo Puga              | 2500      |
| Brown                 | Adrogué           | Lorenzo Arandilla         | 4500      |
| Cañuelas              | Cañuelas          | Jorge Alfredo Arín        | 1500      |
| Central Ballester     | José León Suárez  | Central Ballester         | 500       |
| Deportivo Paraguayo   | Buenos Aires      | Saturnino Moure           | 1500      |
| Deportivo Riestra     | Buenos Aires      | Roberto Larrosa           | 4000      |
| Fénix                 | Buenos Aires      | La Quema                  | 800       |
| Ferrocarril Urquiza   | Villa Lynch       | Monumental de Villa Lynch | 1000      |
| General Lamadrid      | Buenos Aires      | Enrique Sexto             | 3500      |
| Justo José de Urquiza | Loma Hermosa      | Monumental de Villa Lynch | 1000      |
| Juventud Unida        | San Miguel        | Franco Muggeri            | 3200      |
| Liniers               | San Justo         | Juan Antonio Arias        | 1500      |
| Puerto Italiano       | Campana           | Municipal de Campana      | 500       |
| Sacachispas           | Buenos Aires      | Roberto Larrosa           | 4000      |
| San Martín            | Burzaco           | Francisco Boga            | 5000      |
| Victoriano Arenas     | Valentín Alsina   | Saturnino Moure           | 1500      |
| Villa San Carlos      | Berisso           | Genacio Sálice            | 4000      |
| Yupanqui              | Buenos Aires      | Delfín Edmundo Benítez    | 500       |

| 1. 2. 3. 4. |

### Distribución geográfica de los equipos
| Región                                   | Cant. | Equipos |
| ---------------------------------------- | ----- | --- |
| Conurbano bonaerense                     | 10    | Acassuso, Argentino de Merlo, Brown (A), Central Ballester, Ferrocarril Urquiza, Justo José de Urquiza, Juventud Unida, Liniers, San Martín (B) y Victoriano Arenas |
| Ciudad de Buenos Aires                   | 6     | Deportivo Paraguayo, Deportivo Riestra, Fénix, General Lamadrid, Sacachispas y Yupanqui                                                                             |
| Interior de la provincia de Buenos Aires | 3     | Atlas, Cañuelas y Puerto Italiano |
| Gran La Plata                            | 1     | Villa San Carlos |

## Formato

### Competición
Se disputó un torneo por el sistema de todos contra todos a dos ruedas.

### Ascensos
El campeón ascendió directamente a la Primera C. Los equipos ubicados del segundo al noveno puesto participaron del Torneo reducido, cuyo ganador obtuvo el segundo ascenso.

### Descensos
Al final de la temporada, los dos equipos con peor promedio fueron suspendidos en su afiliación por un año.

## Tabla de posiciones final
| Pos. | Equipo              | Pts. | PJ | PG | PE | PP | GF | GC | Dif. |
| ---- | ------------------- | ---- | -- | -- | -- | -- | -- | -- | ---- |
| 1.º  | Liniers             | 54   | 38 | 22 | 10 | 6  | 68 | 26 | 42   |
| 2.º  | Deportivo Paraguayo | 50   | 38 | 17 | 16 | 5  | 69 | 49 | 20   |
| 3.º  | Argentino de Merlo  | 49   | 38 | 17 | 15 | 6  | 53 | 37 | 16   |
| 4.º  | General Lamadrid    | 48   | 38 | 17 | 14 | 7  | 67 | 48 | 19   |
| 5.º  | Villa San Carlos    | 46   | 38 | 18 | 10 | 10 | 88 | 63 | 25   |
| 6.º  | Cañuelas            | 45   | 38 | 18 | 9  | 11 | 51 | 36 | 15   |
| 7.º  | San Martín (B)      | 45   | 38 | 17 | 13 | 8  | 56 | 42 | 14   |
| 8.º  | Yupanqui            | 43   | 38 | 14 | 15 | 9  | 51 | 44 | 7    |
| 9.º  | Acassuso            | 42   | 38 | 15 | 12 | 11 | 58 | 44 | 14   |
| 10.º | J.J. de Urquiza     | 42   | 38 | 14 | 14 | 10 | 51 | 48 | 3    |
| 11.º | Victoriano Arenas   | 40   | 38 | 15 | 10 | 13 | 55 | 50 | 5    |
| 12.º | Central Ballester   | 39   | 38 | 14 | 11 | 13 | 67 | 57 | 10   |
| 13.º | Brown de Adrogué    | 34   | 38 | 11 | 12 | 15 | 58 | 66 | −8   |
| 14.º | Atlas               | 31   | 38 | 9  | 13 | 16 | 45 | 69 | −24  |
| 15.º | Sacachispas         | 29   | 38 | 10 | 9  | 19 | 52 | 54 | −2   |
| 16.º | Puerto Italiano     | 28   | 38 | 10 | 8  | 20 | 51 | 70 | −19  |
| 17.º | Deportivo Riestra   | 24   | 38 | 11 | 2  | 25 | 53 | 73 | −20  |
| 18.º | Juventud Unida      | 24   | 38 | 7  | 10 | 21 | 41 | 78 | −37  |
| 19.º | Fénix               | 23   | 38 | 8  | 7  | 23 | 31 | 74 | −43  |
| 20.º | Ferrocarril Urquiza | 22   | 38 | 5  | 12 | 21 | 36 | 73 | −37  |

|  | Campeón. Ascendió a la Primera C                        |
|  | Clasificados al Torneo reducido por el segundo ascenso. |
|  | Jugaron un desempate para definir el noveno puesto.     |

| 1. |

## Desempate del noveno puesto
Al haber finalizado igualados en puntos, Acassuso y Justo José de Urquiza debieron jugar un desempate en cancha neutral para definir qué equipo se quedaba con el noveno puesto, último cupo para el Torneo reducido.
| Acassuso                               | 5 - 2 | Justo José de Urquiza | Chacarita Juniors | 13 de enero |
| Acassuso clasificó al Torneo Reducido. |       |                       |                   |             |

## Torneo reducido
Todas las fases se jugaron a dos partidos haciendo de local en el de vuelta el equipo mejor ubicado en la tabla de posiciones final. En caso de empate en el global, tras el tiempo suplementario, la clasificación se definía por medio de tiros desde el punto penal.

### Cuadro de desarrollo
|  | Cuartos de final        | Cuartos de final | Cuartos de final   | Cuartos de final |   |                     | Semifinales        | Semifinales        | Semifinales        | Semifinales        |  |                     | Final           | Final           | Final           | Final           |  |
|  | 20 y 27 de enero        | 20 y 27 de enero | 20 y 27 de enero   | 20 y 27 de enero |   |                     | 3 al 20 de febrero | 3 al 20 de febrero | 3 al 20 de febrero | 3 al 20 de febrero |  |                     | 3 y 11 de marzo | 3 y 11 de marzo | 3 y 11 de marzo | 3 y 11 de marzo |  |
|  |                         |                  |                    |                  |   |                     |                    |                    |                    |                    |  |                     |                 |                 |                 |                 |  |
|  |                         |                  |                    |                  |   |                     |                    |                    |                    |                    |  |                     |                 |                 |                 |                 |  |
|  | Deportivo Paraguayo     | 1                | 3                  | 4                |   |                     |                    |                    |                    |                    |  |                     |                 |                 |                 |                 |  |
|  | Deportivo Paraguayo     | 1                | 3                  | 4                |   |                     |                    |                    |                    |                    |  |                     |                 |                 |                 |                 |  |
|  | Acassuso                | 2                | 1                  | 3                |   |                     |                    |                    |                    |                    |  |                     |                 |                 |                 |                 |  |
|  | Acassuso                | 2                | 1                  | 3                |   | Deportivo Paraguayo | 4                  | 2                  | 6                  |                    |  |                     |                 |                 |                 |                 |  |
|  |                         |                  |                    |                  |   | Deportivo Paraguayo | 4                  | 2                  | 6                  |                    |  |                     |                 |                 |                 |                 |  |
|  |                         |                  | Villa San Carlos   | 2                | 2 | 4                   |                    |                    |                    |                    |  |                     |                 |                 |                 |                 |  |
|  | Villa San Carlos        | 2                | Villa San Carlos   | 2                | 2 | 4                   | 2                  | 4                  |                    |                    |  |                     |                 |                 |                 |                 |  |
|  | Villa San Carlos        | 2                |                    |                  |   |                     |                    |                    |                    |                    |  |                     |                 |                 |                 |                 |  |
|  | Cañuelas                | 2                | 1                  | 3                |   |                     |                    |                    |                    |                    |  |                     |                 |                 |                 |                 |  |
|  | Cañuelas                | 2                | 1                  | 3                |   |                     |                    |                    |                    |                    |  | Deportivo Paraguayo | 0               | 1               | 1               |                 |  |
|  |                         |                  |                    |                  |   |                     |                    |                    |                    |                    |  | Deportivo Paraguayo | 0               | 1               | 1               |                 |  |
|  |                         |                  | Argentino de Merlo | 1                | 1 | 2                   |                    |                    |                    |                    |  |                     |                 |                 |                 |                 |  |
|  | General Lamadrid (t.s.) | 1                | Argentino de Merlo | 1                | 1 | 2                   | 2                  | 3                  |                    |                    |  |                     |                 |                 |                 |                 |  |
|  | General Lamadrid (t.s.) | 1                |                    |                  |   |                     |                    |                    |                    |                    |  |                     |                 |                 |                 |                 |  |
|  | San Martín (B)          | 0                | 1                  | 1                |   |                     |                    |                    |                    |                    |  |                     |                 |                 |                 |                 |  |
|  | San Martín (B)          | 0                | 1                  | 1                |   | General Lamadrid    | 1                  | 1                  | 2                  |                    |  |                     |                 |                 |                 |                 |  |
|  |                         |                  |                    |                  |   | General Lamadrid    | 1                  | 1                  | 2                  |                    |  |                     |                 |                 |                 |                 |  |
|  |                         |                  | Argentino de Merlo | 3                | 1 | 4                   |                    |                    |                    |                    |  |                     |                 |                 |                 |                 |  |
|  | Yupanqui                | 0                | Argentino de Merlo | 3                | 1 | 4                   | 4                  | 4                  |                    |                    |  |                     |                 |                 |                 |                 |  |
|  | Yupanqui                | 0                |                    |                  |   |                     |                    |                    |                    |                    |  |                     |                 |                 |                 |                 |  |
|  | Argentino de Merlo      | 2                | 3                  | 5                |   |                     |                    |                    |                    |                    |  |                     |                 |                 |                 |                 |  |
|  | Argentino de Merlo      | 2                | 3                  | 5                |   |                     |                    |                    |                    |                    |  |                     |                 |                 |                 |                 |  |
|  |                         |                  |                    |                  |   |                     |                    |                    |                    |                    |  |                     |                 |                 |                 |                 |  |

- Nota: En cada llave, el equipo que ocupa la primera línea es el que definió la serie como local.

## Tabla de descenso
| Pos  | Equipo              | 1987-88 | 1988-89 | 1989-90 | Total | PJ  | Promedio |
| ---- | ------------------- | ------- | ------- | ------- | ----- | --- | -------- |
| 1.°  | Liniers             | -       | 60      | 54      | 114   | 76  | 1,500    |
| 2.°  | Deportivo Paraguayo | 44      | 51      | 50      | 145   | 114 | 1,272    |
| 3.°  | Villa San Carlos    | 50      | 43      | 46      | 139   | 114 | 1,219    |
| 4.°  | J.J. de Urquiza     | 50      | -       | 42      | 92    | 76  | 1,211    |
| 5.°  | Argentino de Merlo  | -       | 31      | 49      | 80    | 76  | 1,053    |
| 6.°  | Victoriano Arenas   | -       |         | 40      | 40    | 38  | 1,053    |
| 7.°  | General Lamadrid    | 25      | 45      | 48      | 118   | 114 | 1,035    |
| 8.°  | Central Ballester   | -       |         | 39      | 39    | 38  | 1,026    |
| 9.°  | Cañuelas            | 40      | 31      | 45      | 116   | 114 | 1,018    |
| 10.° | Acassuso            | 33      | 37      | 42      | 112   | 114 | 0,982    |
| 11.° | San Martín (B)      | 51      | 15      | 45      | 111   | 114 | 0,974    |
| 12.° | Fénix               | 43      | 44      | 23      | 110   | 114 | 0,965    |
| 13.° | Sacachispas         | 33      | 47      | 29      | 109   | 114 | 0,956    |
| 14.° | Yupanqui            | 27      | 33      | 43      | 103   | 114 | 0,904    |
| 15.° | Brown de Adrogué    | -       |         | 34      | 34    | 38  | 0,895    |
| 16.° | Puerto Italiano     | 54      | 20      | 28      | 102   | 114 | 0,895    |
| 17.° | Juventud Unida      | 39      | 36      | 24      | 99    | 114 | 0,868    |
| 18.° | Atlas               | 37      | 30      | 31      | 98    | 114 | 0,860    |
| 19.° | Deportivo Riestra   | 31      | 36      | 24      | 91    | 114 | 0,798    |
| 20.° | Ferrocarril Urquiza | -       | 31      | 22      | 53    | 76  | 0,697    |

|  | Desafiliado por una temporada. |